# Ruben Aleksanyan
Ruben Aleksanyan (in armeno Ռուբեն Ալեքսանյան?; Erevan, 14 marzo 1990) è un sollevatore armeno.
Ha partecipato alle Olimpiadi di Rio de Janeiro 2016 piazzandosi al quarto posto nella categoria oltre i 105 kg.

## Palmarès
- Mondiali

Pattaya 2019: bronzo nei +109 kg.
- Europei

Minsk 2010: argento nei +105 kg.
Tel Aviv 2014: argento nei +105 kg.
Spalato 2017: bronzo nei +105 kg.
Batumi 2019: bronzo nei +109 kg.